# Systèmes ingénieux du patrimoine agricole mondial
« SIPAM » redirige ici. Pour les autres significations, voir Service de protection de l'Amazonie.

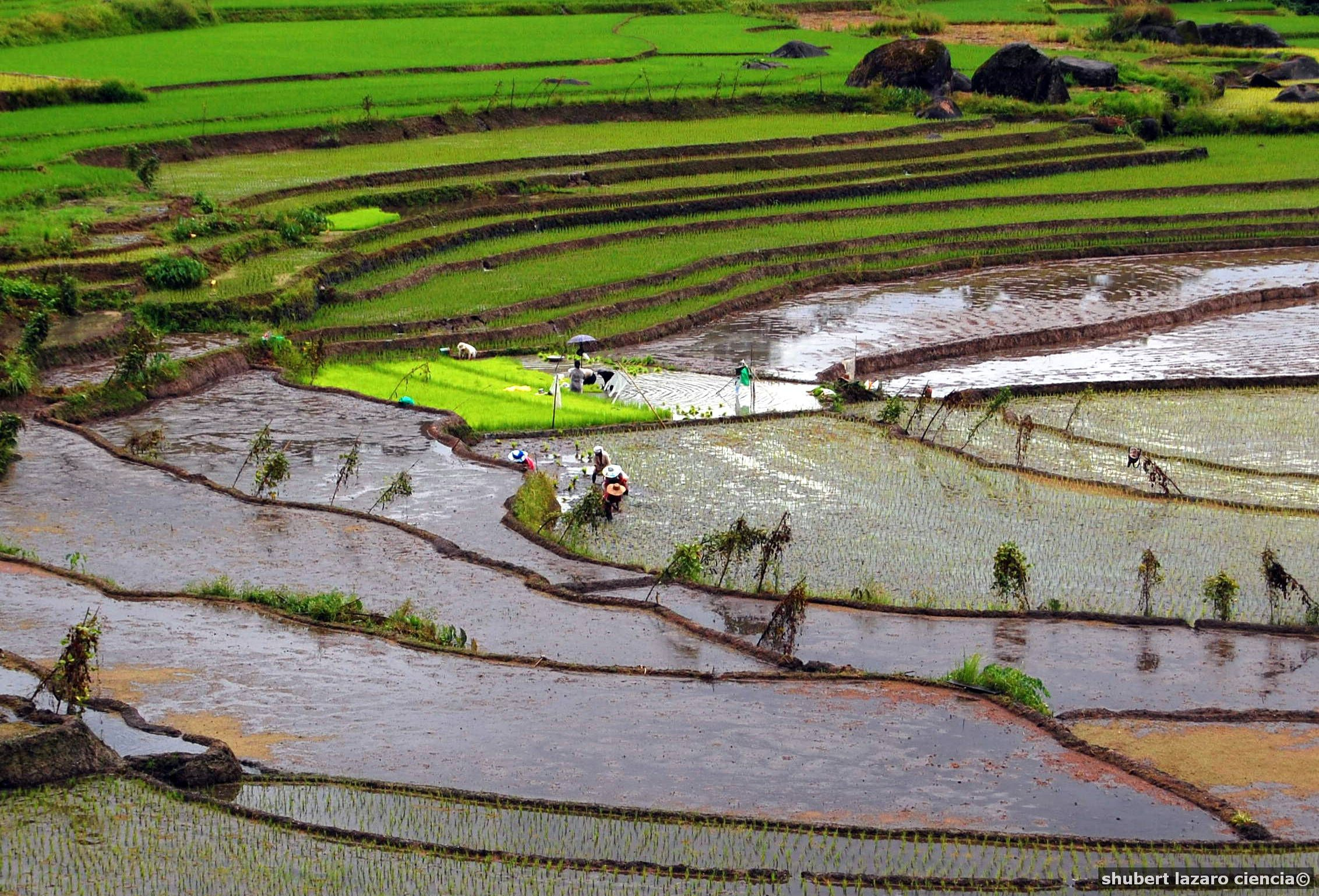
Les rizières en terrasses des cordillères des Philippines sont inscrites sur la liste du Patrimoine mondial de l'UNESCO depuis 1995.

Les Systèmes ingénieux du patrimoine agricole mondial (SIPAM) sont des systèmes agricoles et culturels traditionnels, fondés sur des savoir-faire et des traditions locales qui ont assuré la sécurité alimentaire de certaines populations, et qui sont parfois menacés de disparition par l'évolution des techniques et de l'économie mondiale. En 2002, l'organisation des Nations unies pour l'alimentation et l'agriculture (FAO) a pris une initiative en vue de sauvegarder ces systèmes traditionnels et d'en assurer la promotion. Des « sites pilotes » ont été identifiés au Pérou, au Chili, en Chine, aux Philippines, en Tunisie, en Algérie, au Kenya et en Tanzanie. 

## Présentation
Les systèmes ingénieux du patrimoine agricole mondial, parfois abrégés Sipam ont été initiés en 2002 par la FAO, afin de protéger et de gérer des systèmes agricoles remarquables. Il s'agit d'une reconnaissance internationale de l'existence du principe de biodiversité agricole, de l'adaptation d'une communauté à son environnement. Les systèmes ingénieux allient des systèmes agricole, des paysages remarquables, l’exploitation de terres riches et une diversité biologique d’importance mondiale. Le programme est financé par le programme des Nations unies pour le développement (PNUD), l’Unesco, le Centre international d’études pour la conservation et la restauration des biens culturels (ICCROM), l’Université des Nations unies (UNU), le Fonds international de développement agricole (FIDA), Bioversity International et l’Union internationale pour la conservation de la nature (UICN).
Contrairement à la protection des paysages, cette initiative inclut des pratiques et des savoirs locaux dans la perspective patrimoniale. Les systèmes ingénieux incluent une évolution, qui reflète une adaptation des populations à leur environnement. Ainsi, il s'agit surtout de pratiques résilientes, séculaires, durables.
Par exemple, en 2015, les oasis de Liwa et d’Al Ain aux Émirats Arabes Unis, ont été classés parmi les systèmes ingénieux du patrimoine agricole mondial, notamment car on y trouve plus de 200 cultivars de palmiers dattiers.
Ce programme s'inscrit dans la question de la dualité des systèmes agraires, entre intensification et préservation de la production agricole et paysagère.

## Sites pilotes
Les sites suivants sont pilotes mais il existe environ 200 sites identifiés :
- Agriculture des Andes ( Pérou)
- Agriculture de Chiloé ( Chili)
- Terrasses rizicoles d’Ifugao ( Philippines)
- Oasis du Maghreb ( Algérie,  Tunisie)
- Système riz-poisson ( Chine)
- Terrasses rizicoles des Hanis ( Chine)
- Riziculture traditionnelle de Wannian ( Chine)
- Système pastoral Masaï ( Kenya, ( Tanzanie)
- système agro-sylvo-pastoral de l’arganier dans l’espace Aït Souab-Aït Mansour ( Maroc)

## Sites candidats
- Systèmes solaires Milpa ( Mexique)
- Système de production agricole Chinampa ( Mexique)
- Jardins de citronniers ( Italie du sud)
- Agro-écosystèmes traditionnels des Carpates ( Roumanie,  Ukraine)
- Agriculture traditionnelle dans la région de Koraput (Orissa -  Inde)
- Systèmes Soppina Bettas (Ghâts occidentaux -  Inde)
- Systèmes d'irrigation Qanat et jardins domestiques ( Iran)
- Pastoralisme transhumant Kachkaïs ( Iran)
- Systèmes d'irrigation Wewe ( Sri Lanka)